# Hôpital Saint-Louis
Hôpital Saint-Louis è un ospedale di Parigi, in Francia. Fu costruito nel 1611 dall'architetto Claude Vellefaux su richiesta di Enrico IV di Francia.
Oggi, Hôpital Saint-Louis usa i suoi locali storici (di cui sono classificati come monumenti storici) per le funzioni amministrative. Dopo gli anni '80, furono fatte nuove aggiunte moderne per ospitare l'attuale ospedale e l'ospedale didattico. Le sue principali specialità sono la dermatologia ed ematologia, nonché oncologia. La Biblioteca dermatologica è stata fondata dal Dr. Henri Feulard. L'ospedale usa 2.500 persone, un migliaio delle quali fanno parte della professione medica. Ospita il Inserm Research Institute sulla Skin e la René Touraine Foundation.
È in associazione con Università Paris-Cité.